# Johan Oldenburg
Pour les articles homonymes, voir Oldenburg.
 (septembre 2024).
Johan Oldenburg (né le 22 août 1797 à Näsby en Östergötland - mort le 7 janvier 1861 à Ekenäs) est un architecte suédois et finlandais qui a travaillé principalement en Finlande.

## Ouvrages principaux
- Église Saint-Nicolas (restauration en 1848)
- Presbytère d'Oulu,  Isokatu, transformation, 1850
- Immeuble Öberg, Kajaaninkatu, Oulu 1850
- Église de Siikajoki, transformation, 1852
- Église de Sotkamo, 1854

## Galerie

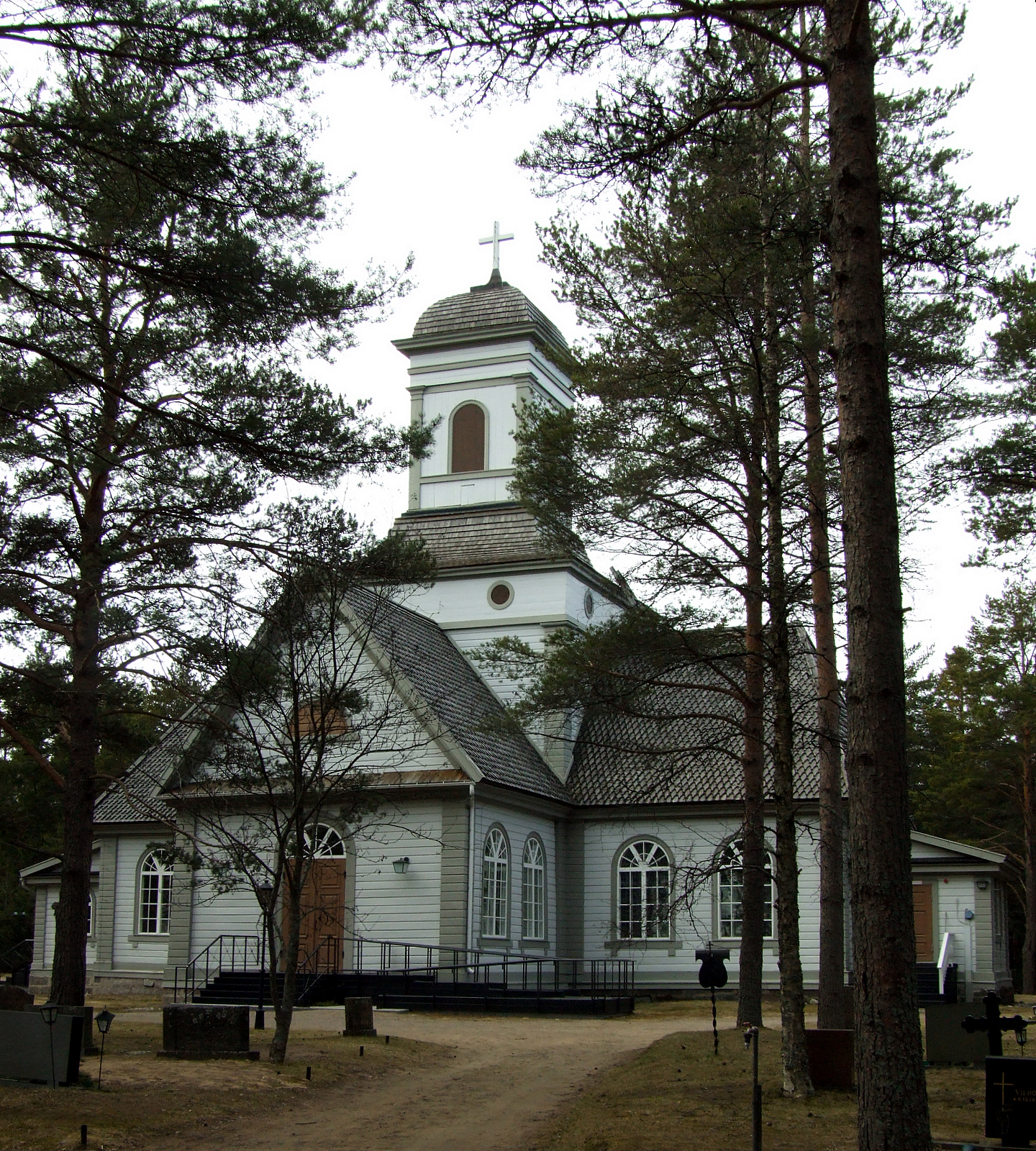
Église de Siikajoki
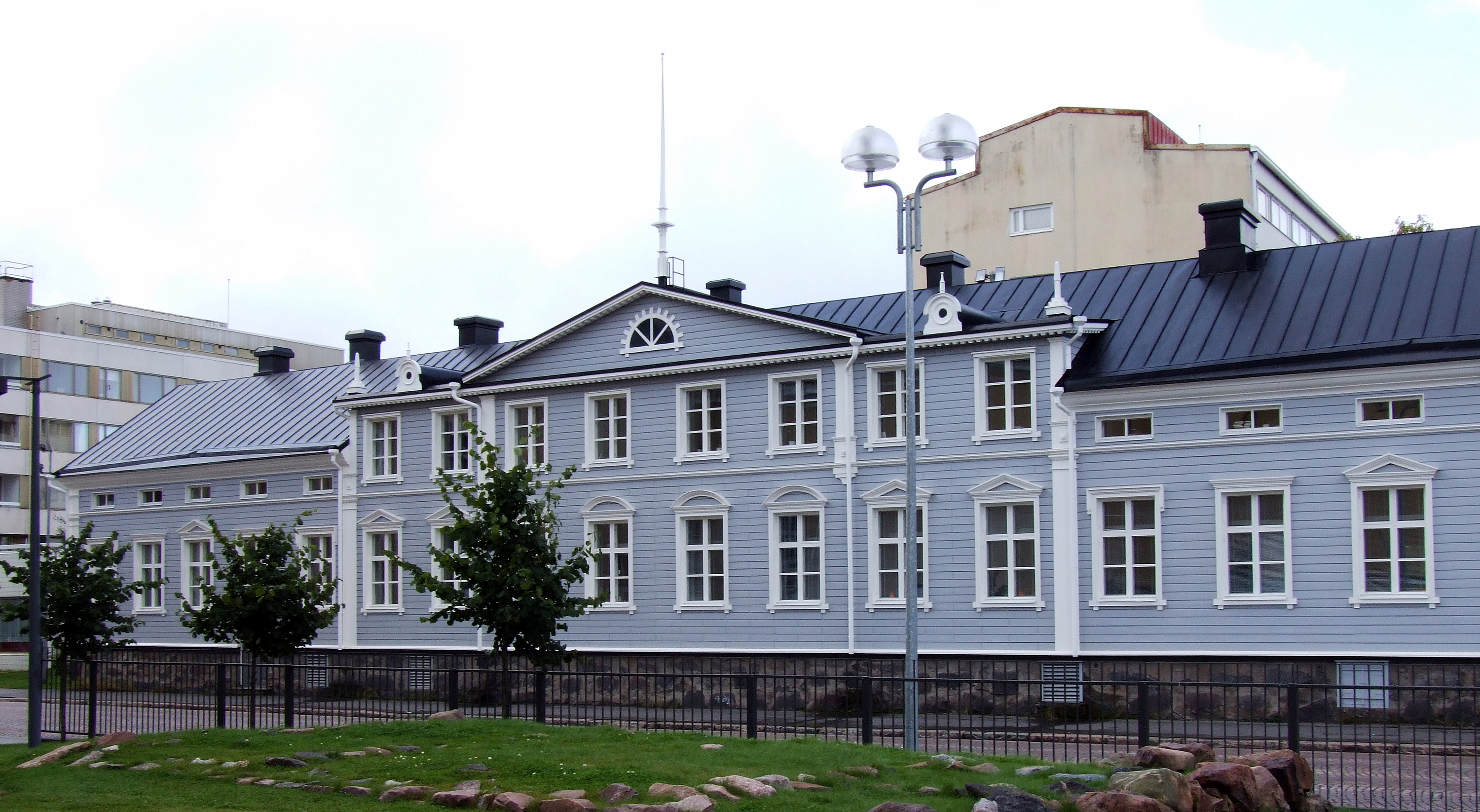
Immeuble Öberg, Kajaaninkatu, Oulu
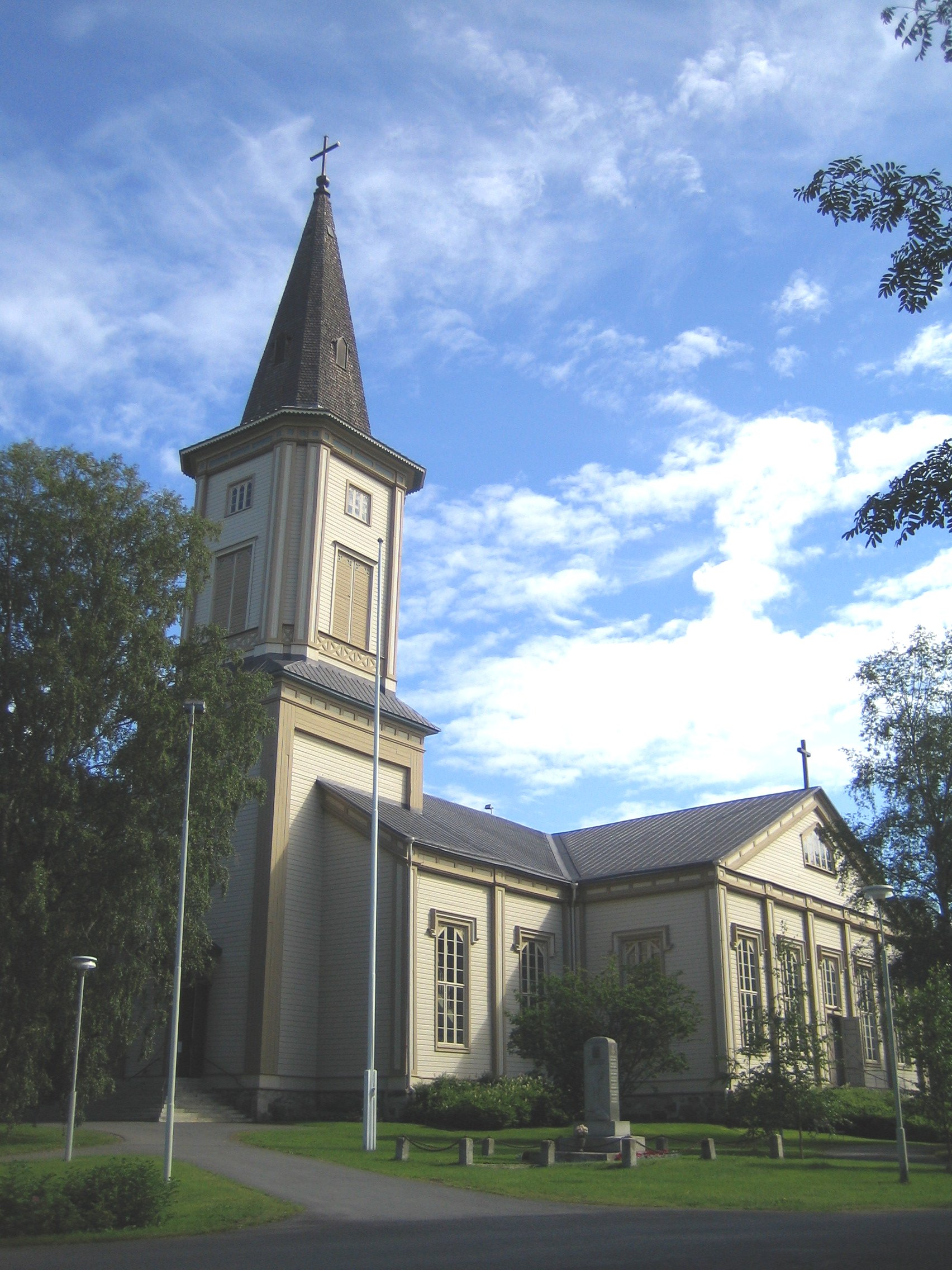
Église de Sotkamo
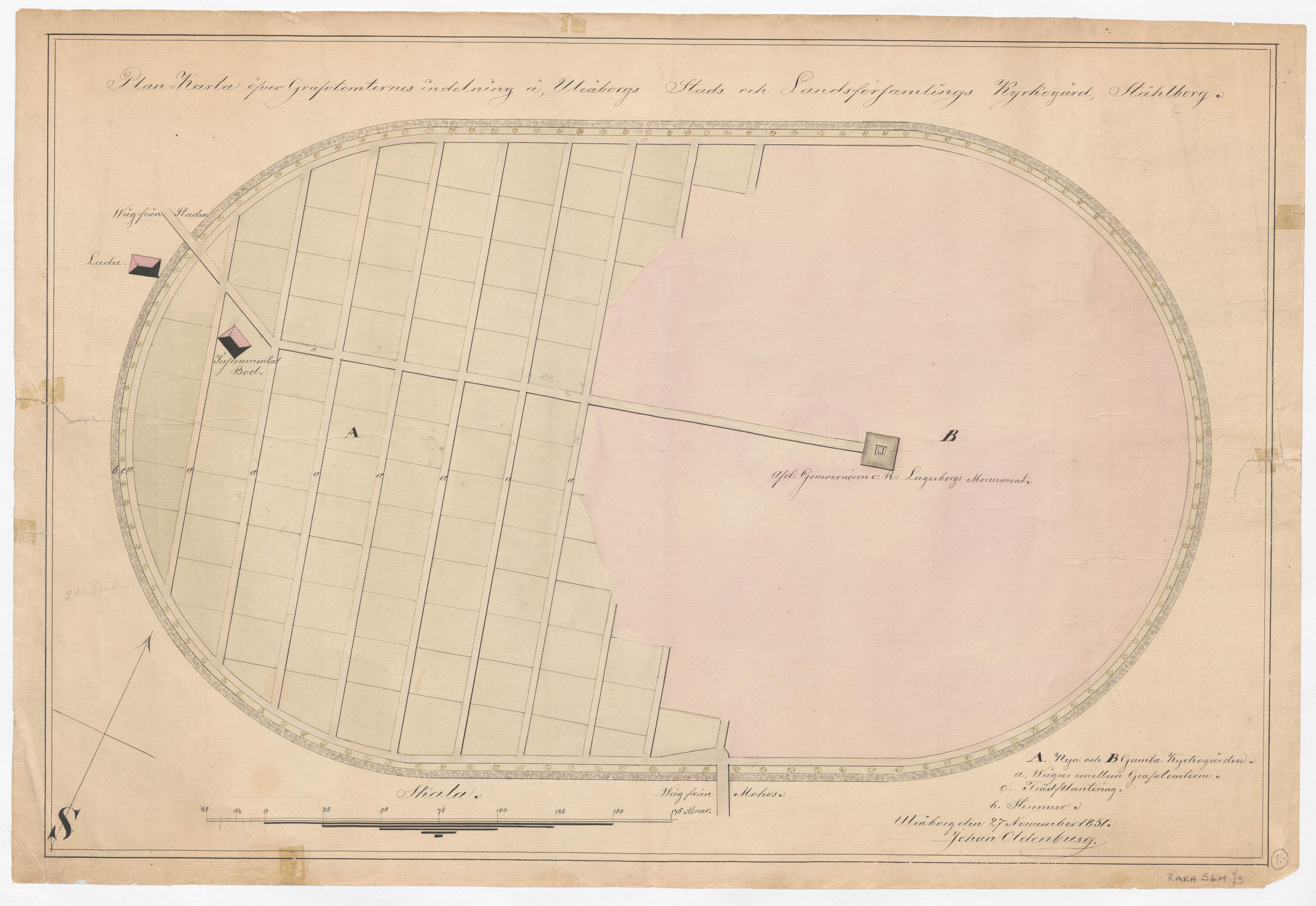
Plan du cimetière d'Oulu.